# 4289 Biwako
4289 Biwako је астероид главног астероидног појаса чија средња удаљеност од Сунца износи 2,297 астрономских јединица (АЈ).
Апсолутна магнитуда астероида је 12,8.